# Dasychira bipunctata
Dasychira bipunctata är en fjärilsart som beskrevs av Engbert Jan Nieuwenhuis 1947. Dasychira bipunctata ingår i släktet Dasychira och familjen tofsspinnare. Inga underarter finns listade i Catalogue of Life.